# خوتا (ترانه)
خوتا (به اسپانیایی:ˈxota) یک سبک موسیقی و رقص مرتبط با آن در سرتاسر کشور اسپانیا است که احتمالاً از آراگون نشأت گرفته شده‌است.